# Ото фон Риденбург
Ото фон Риденбург (на немски: Otto von Riedenburg; Otto von Regensburg; † 6 юни 1089) от баварската фамилия фон Риденбург (Бабони), е 17. епископ на Регенсбург (1061 – 1089).

## Произход и управление
Той е син на граф и бургграф Рупрехт фон Регенсбург († сл. 1035) и съпругата му фон Швайнфурт, дъщеря на Хайнрих фон Швайнфурт († 1017), маркграф в Нордгау, и съпругата му Герберга фон Глайберг († сл. 1036). Брат му Хайнрих I фон Регенсбург († 1083) е бургграф и граф на Регенсбург. Сестра му Аделаида е омъжена за граф Ото II фон Волфратсхаузен († сл. 1122) и е майка на Хайнрих I фон Волфратсхаузен († 1155), епископ на Регенсбург (1132 – 1155). Чичо е и на Конрад I фон Абенберг († 1147), архиепископ на Залцбург (1106 – 1147).
Ото първо е катедрален каноник в Бамберг. През зимата на 1064/1065 г. той отива на поклонение в Йерусалим заедно със Зигфрид фон Майнц, Гунтер фон Бамберг и Вилхелм I от Утрехт и около 7000 поклонници. Само малка част от въоръжената група се връща обратно, множеството от групата на поклониците са убити при нападение от бедуините.
Епископ Ото е в свитата на Хайнрих IV и е анатемосан през 1073 г. от папа Александер II и отново през 1075 г. от папа Григорий VII. Той участва в дворцовото събрание през януари 1076 г. във Вормс, което сваля папата. Като привърженик на Хайнрих IV, той събира войска против геген-кралете Рудолф фон Райнфелден и Херман фон Салм. По време на битката на императора против маркграф Екберт II фон Майсен, епископ Ото е тежко ранен при обсадата на замък Глайхен при Гота и умира малко по-късно.